# 白と黒 (横溝正史)
『白と黒』（しろとくろ）は、横溝正史の長編推理小説。「金田一耕助シリーズ」の一つ。角川文庫『白と黒』（ISBN 4-04-130413-X）に収録されている。
地方の村や大家族、風俗的な舞台などが多かった横溝が現代の団地を舞台にし、これまでにない大長編として挑んだ意欲作である。

## 解説
本作の成立までには複雑な改稿経緯があったとされている。源流は1948年の人形佐七捕物帳『浄玻璃の鏡』とされているが、直接の原型作品は1957年11月に東京新聞社の『週刊東京』に連載された『渦の中の女』であり（金田一耕助の冒険#概要も参照）、本作の須藤順子、須藤達雄、日疋恭助、片桐恒子、河村松江、岡部泰蔵、戸田京美に相当する人物が登場する。これを長編化した『黒い蝶』が1959年に『サンデー小説』で連載されて中断したことが知られており、その後1960年11月から1961年12月まで『日刊スポーツ』など共同通信社から配信を受けている各新聞で長編『白と黒』として連載された。これを、1965年に東都書房の『横溝正史傑作選集5』に収録する際に整理改稿したのが本作の最終形である。
なお、『週刊東京』の連載で『渦の中の女』の次に横溝が担当した『扉の中の女』には、本作の須藤順子に相当する人物の紹介で金田一を訪問した人物が登場するが、それを改稿長編化した『扉の影の女』では紹介者は全くの別人に変更されている。また、『浄玻璃の鏡』を源流とする作品としては、他に『毒の矢』や『黒い翼』があり、本作においても金田一が「同種の事件」としてコメントしている。

## あらすじ
1960年（昭和35年）10月11日、金田一耕助は、古いなじみの元ホステス・須藤順子の案内で、彼女の住む日の出団地を訪れた。近頃団地内に怪文書が出回っており、それが順子を悩ませているという。
Ladies and Gentlemenという書き出しで始まるその文書は活字を切り貼りして作られており、順子の夫・達夫に宛てて順子の不倫を暴露したものだった。
一方その頃、団地内のダストシュートで女の変死体が発見され、身につけた物から女は団地に隣接する洋裁店・タンポポの主人と見られたが、塗装用タールの下敷きとなっていたため、その容貌がわからなくなっていた。

## 登場人物
金田一耕助（きんだいち こうすけ）
私立探偵。
S・Y先生
日の出団地近くのSに在住する老詩人。作者（横溝正史）自身をモデルとする人物。「カピ」という柴犬を飼っている。
宇津木慎策（うつぎ しんさく）
毎朝新聞の記者。

### 警察関係者
等々力大志（とどろき だいし）
警視庁警部。
新井（あらい）
警視庁刑事。本作では初動捜査で現場へ等々力より先行した。
山川（やまかわ）
警視庁S署警部補。本作の事件の捜査主任。
志村（しむら）
警視庁S署刑事。「小ザル」というあだ名がある、小柄ではしっこくて小取り回しが利いて頭も鋭い人物。
江馬（えま）
警視庁S署刑事。初動捜査で「タンポポ」の捜索を仕切っていた。
三浦（みうら）
警視庁S署刑事。本作では誰かを尾行する場面が多い。
本間（ほんま）
警視庁S署刑事。「タンポポ」で破り捨てられた怪文書を発見した。
保科（ほしな）
警察医。

### 以前からの金田一の知人
須藤順子（すどう じゅんこ）
旧姓は緒方。日の出団地第18号館の住人。「スリーX」というバーで「ハルミ」という名でホステスをしていた時に、金田一や等々力警部と顔馴染みになる。
須藤達雄（すどう たつお）
順子の夫。保険会社勤務。
日疋恭助（ひびき きょうすけ）
「クイーン製薬会社」専務で順子の不倫相手。

### 帝都映画関係者と家族
根津伍市（ねづ ごいち）
日の出団地第5区域（第17 - 20号館）の管理人。「帝都映画」でシナリオの謄写版刷りの仕事もしている。「ジョー」という烏を飼っている。元軍人（階級は中佐）。
根津由紀子（ねづ ゆきこ）
伍市の娘。中学1年生。水島に絵を、民子にお茶を習っている。
辻村あき子（つじむら あきこ）
伍市の離婚した妻。由紀子には死んだことにしている。
榎本民子（えのもと たみこ）
日の出団地第17号館の住人。お茶とお花を教えている。息子と二人暮らし。
榎本謙作（えのもと けんさく）
民子の息子。大学生で俳優見習い。
姫野三太（ひめの さんた）
日の出団地第15号館の住人。俳優見習い。
渡辺達人（わたなべ たつんど）
「帝都映画」プロデューサー。戦時中、伍市の部下だった。
町田容子（まちだ ようこ）
「帝都映画」の看板女優。伍市の昔の部下の娘で、伍市の推薦で「帝都映画」に入った。
青柳輝（あおやぎ あきら）
「帝都映画」の俳優。伍市の推薦で「帝都映画」に入った。元ギター弾き。
内海徹（うつみ とおる）
俳優。急性盲腸炎で降板したため、姫野三太が代役として起用される。
安田（やすだ）
映画「波濤の決闘」の監督。

### 「タンポポ」関係者と家族
片桐恒子（かたぎり つねこ）
洋裁店「タンポポ」のマダム。
河村松江（かわむら まつえ）
洋裁店「タンポポ」のお手伝い。
伊丹大輔（いたみ だいすけ）
洋裁店「タンポポ」を含む商店街の家主。
尾崎竜太郎（おざき りゅうたろう）
恒子の保証人。伊丹が住所を訪ねたが発見できなかった。
宮本寅吉（みやもと とらきち）
日の出団地第15号館の住人。「極楽キネマ」の支配人。
宮本加奈子（みやもと かなこ）
寅吉の妻。
宮本タマキ（みやもと タマキ）
寅吉の娘。洋裁店「タンポポ」の針子。高校3年生だったが中退。

### 教師たちと家族、関係者
岡部泰蔵（おかべ たいぞう）
日の出団地第17号館の住人。高校教師。担当科目は数学。柔道三段。
岡部梅子（おかべ うめこ）
泰蔵の亡妻。寿美子の勤務先の中学校の校長をしていた。
戸田京美（とだ きょうみ）
梅子の姪。泰蔵と同居している。東京大学を受験したが落ち、洋裁店「タンポポ」で針子をしている。
戸田房子（とだ ふさこ）
京美の母。故人。
白井寿美子（しらい すみこ）
泰蔵の婚約者で中学教師。担当科目は国語。
白井直也（しらい なおや）
寿美子の兄。中学教師。
立花隆治（たちばな りゅうじ）
「東邦石油」社長。泰蔵の中学時代の後輩。
加藤珠江（かとう たまえ）
立花の妾。原宿の落ちついたお屋敷町で連れ込み宿を運営している。
佐々照久（さつさ てるひさ）
新聞記者。白井直也の学生時代の親友。直也から怪文書の調査を依頼されていた。
細田敏三（ほそだ としぞう）
日の出団地第15号館の住人。新聞記者。怪文書の調査を佐々から依頼されていた。
細田アイ子（ほそだ アイこ）
敏三の妻。佐々から調査を依頼された怪文書の情報を水島に話していた。

### その他の団地住人
水島浩三（みずしま こうぞう）
日の出団地第18号館の住人。かつて令名天下にあまねいていた叙情画家。

### 政界関係者
一柳忠彦（いちやなぎ ただひこ）
民々党の前代議士。代議士になる前は弁護士をしていた。戦時中、伍市の部下だった。
一柳洋子（いちやなぎ ようこ）
忠彦の妻。3年前にヨット事故で行方不明となり、警察は死亡と判断した。
一柳勝子（いちやなぎ かつこ）
忠彦の娘。数え年で19歳。
渥美繁子（あつみ しげこ）
忠彦の再婚相手。
渥美俊政（あつみ としまさ）
繁子の父。政界の表面から引退したあとも隠然たる勢力をもつ黒幕的存在。

### 工事関係者
佐山豊（さやま ゆたか）
日の出団地第20号館の建設を担当している高柳組の現場監督。
藤野（ふじの）
高柳組の屋上塗装責任者。

## テレビドラマ

### 1962年版
NET（現・テレビ朝日）系列の『ミステリーベスト21』枠（金曜日21時15分 - 22時15分、JST）で1962年11月23日に放送された。主演は船山裕二。
脚本は直居欽哉、演出は松島稔。
キャスト
- 金田一耕助 - 船山裕二
- 等々力大志 - 須藤健
- 須藤順子 - 高倉みゆき
- 須藤達雄 - 鮎川浩
- 片桐恒子 / 辻村あき子 - 山田美智子
- 根津伍市 - 山田周平
- 根津由起子 - 新井茂子
- 戸田京美 - 堀江璋子
- 水島浩三 - 藤村有弘
- 宮本タマキ - 青山ミチ
- 伊丹大作 - 千葉信男
- 山川警部補 - 岩城力也
- 志村刑事 - 仲原新二